# Elaiussa Sebaste
Elaiussa Sebaste of Elaeousa Sebaste (Oudgrieks: Ελαιούσα Σεβαστή) is een antieke Romeinse havenstad die gelegen is in de nabijheid van de huidige Turkse plaats Ayaş (Mersin). Het moet niet verward worden met de 220 km naar het oosten gelegen historische stad Ayaş (Adana), nabij het huidige Yumurtalık.

## Geschiedenis
De plaatsnaam Elaeousa (Ελαιούσα) verwijst naar het Oud-Griekse woord voor olijf en slaat op de vele olijfbomen rondom de historische stad. De stad werd in de 1e eeuw gesticht door koning Archelaüs van Cappadocië op een klein eiland dat via een istmus met het vaste land was verbonden. Dit noemde hij Sebaste, de Grieks variant van het Latijnse "Augusta".
De stad ging een gouden tijdperk in toen de Romeinse keizer Vespasianus in 74 na Christus Cilicië van piraten zuiverde. Tegen het einde van de 3e eeuw na Christus begon het belang van de stad af te nemen. Oorzaken hiervan waren de invallen door Koning Sjapoer I der Sassaniden van het Perzische Rijk in 260 en later door de Isauriërs. Historische bronnen laten zien dat kerken en basilieken de laat-Romeinse en vroeg-Byzantijnse periode hebben overleefd. Toen de buurstad Corycus begon te bloeien in de 6e eeuw na Christus, "verdween Elaiussa Sebaste langzaam van het toneel".

## Opgravingen
Sinds 1995 vinden er opgravingen plaats onder leiding van de Italiaanse archeoloog Eugenia Equini Schneider op de plek waar het eiland met de nederzetting zich bevond. De plaats was volledig met zand bedekt. De ruïnes van een badhuis, een cisterne, een verdedigingsmuur en een golfbreker zijn te zien. Vanaf hier is er uitzicht op de westelijke baai van het huidige schiereiland. De belangrijkste overblijfselen die in de stad zijn opgegraven, zijn een badhuis waarvan de vloer met mozaïeken is betegeld en een kleine basiliek met een cirkelvormige basis.
De opgravingen van Elaiussa en Sebaste worden doorsneden door een moderne weg. Aan de zuidkant van deze weg bevinden zich de oude havengebouwen en een Byzantijnse kerk.
In Sebaste bevindt zich een theater dat dateert uit de 2e eeuw na Christus. Het heeft een kleine structuur met slechts 23 rijen stoelen. De trappen en versieringen zijn bezweken door eeuwenlange plundering. Naast het theater ligt de agora, naar alle waarschijnlijkheid gebouwd in de Romeinse keizertijd. Bij de ingang van de agora, die is omgeven door een half verwoeste verdedigingsmuur, stonden ooit twee monumentale fonteinen in de vorm van leeuwen. Binnen in de agora staat een grote kerk, waarvan de vloer is bedekt met zand om de mozaïekbestrating te beschermen.
De enige tempel van Elaiussa staat buiten de stad op een heuvel met uitzicht op de zee. Slechts twee van de twaalf Korinthische zuilen van deze tempel bestaan nog. Zes van de zuilen bevonden zich aan de lange zijde van het tempelcomplex, de andere zes aan de korte kant. 
De ruïnes van Elaiussa Sebaste herbergen ook de rijkste en meest indrukwekkende necropolis van de steden van het oude Cilicië. De "Laan der Graven", gelegen op een heuvel ten noorden van de stad, herbergt bijna honderd graven met  verschillende soorten en maten verspreid tussen de citroenbomen. De esthetische vormen van deze monumentale graven van Cilicia Tracheia zijn opmerkelijk. 
Verder zijn er maar liefst drie aquaducten die water vervoerden van de rivier de Lamos. Eeuwen geleden vormden deze aquaducten een kanaalsysteem dat tot aan de nabijgelegen stad Corycus doorliep. Twee van deze aquaducten sierden in ingang van de stad Elaiussa Sebaste. De westelijkste van de aquaducten is het best geconserveerd. Tegenover dat aquaduct is een sarcofaag met deksel te vinden dat op een kleine verhoging gelegen is. Deze sarcofaag staat ook wel bekend als "het graf van de prinses" en is een mooi voorbeeld van de Anatolische graftraditie.

## Afbeeldingen

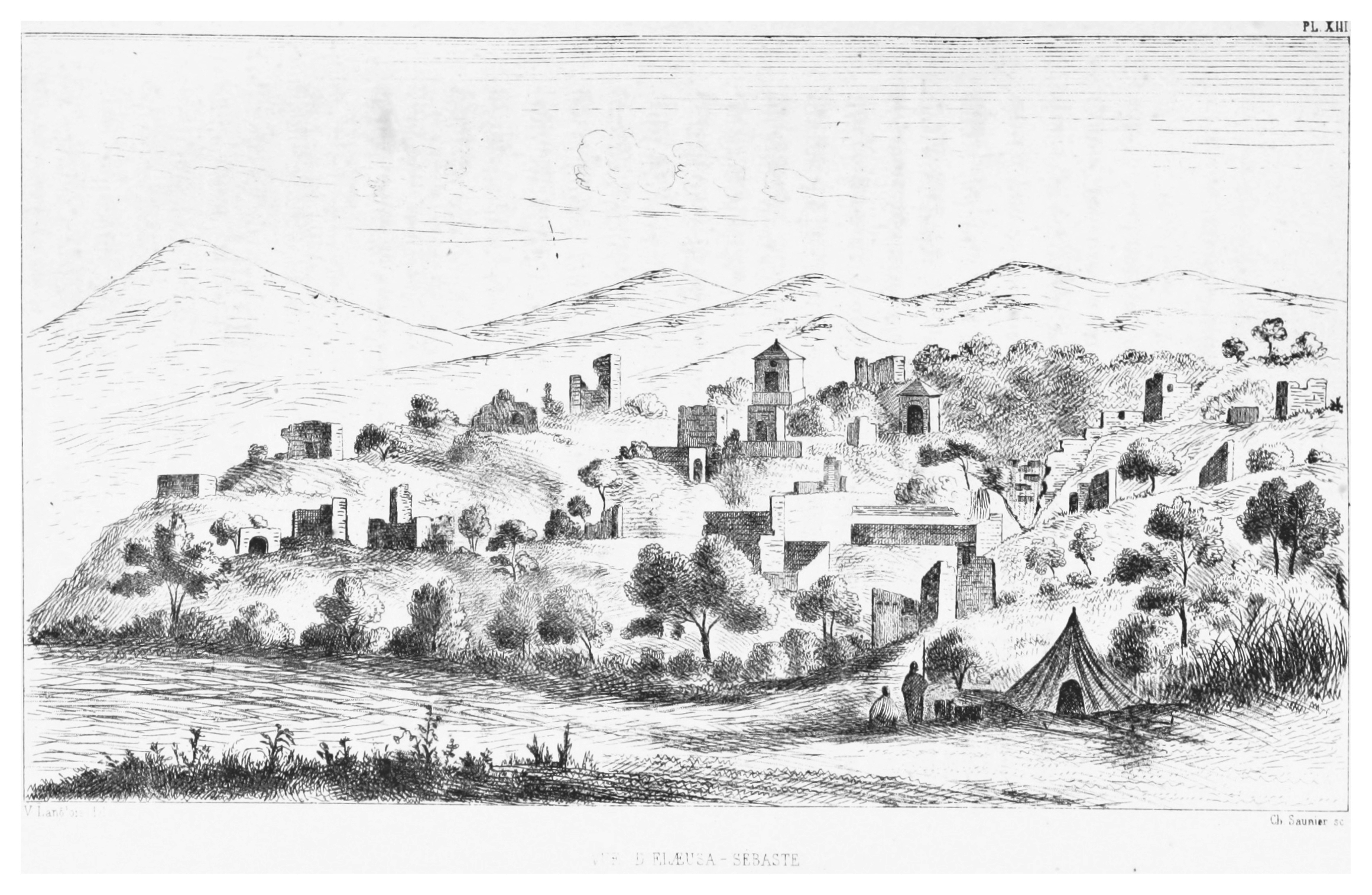
De necropolis van Elaiussa rond 1860
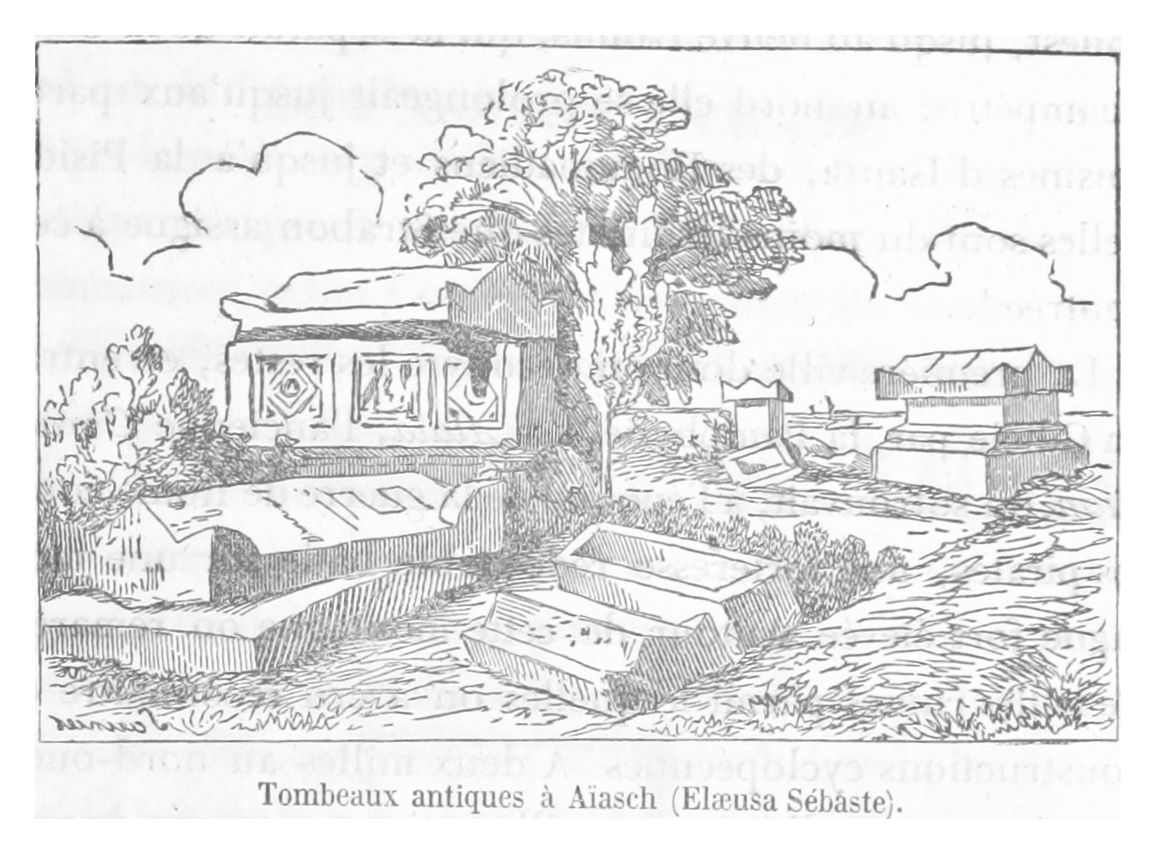
Het princessengraf van Elaiussa rond 1860
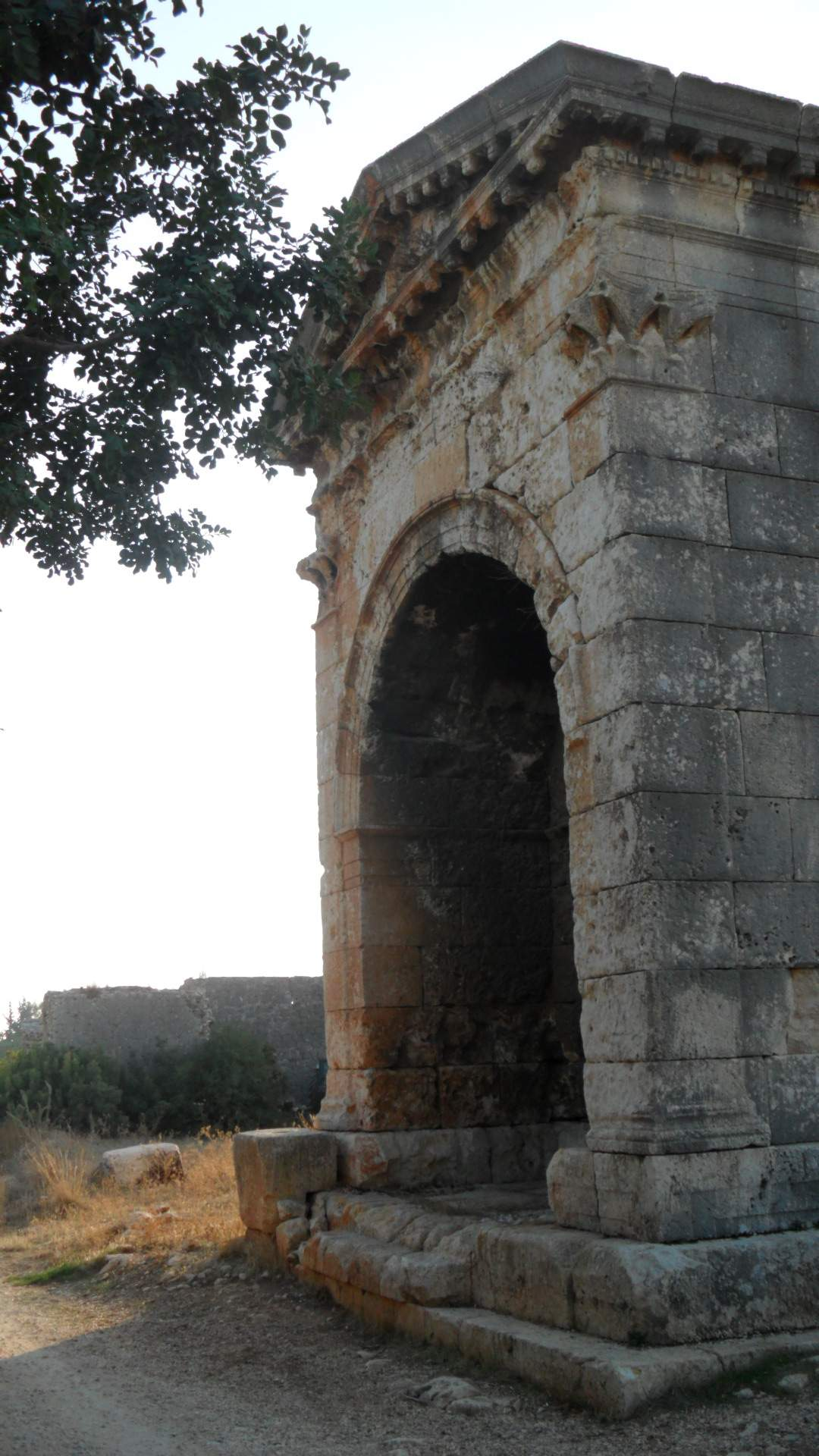
close-up van een van de ruïnes van de stad
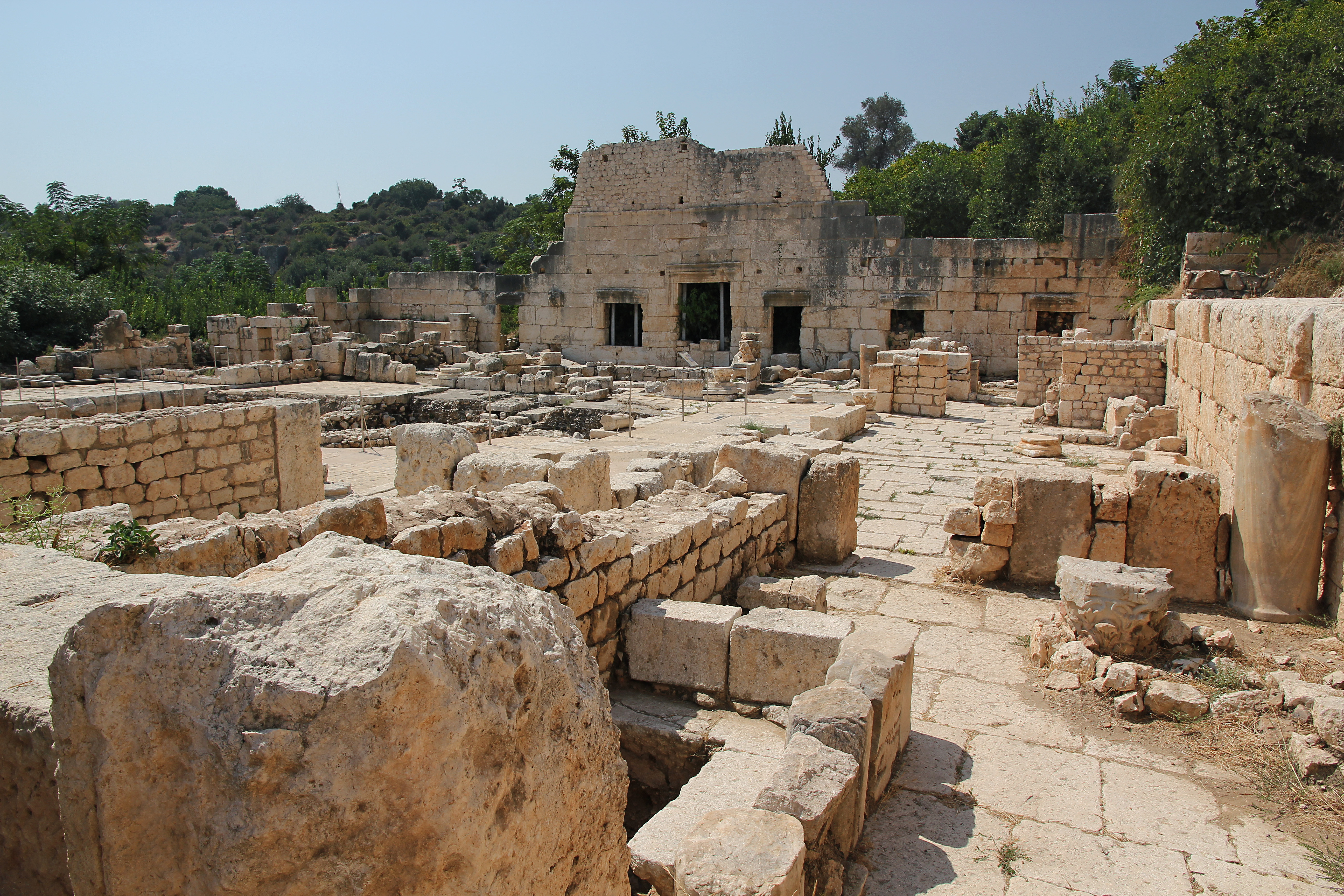
De agora en een vroege basiliek in Elaiussa
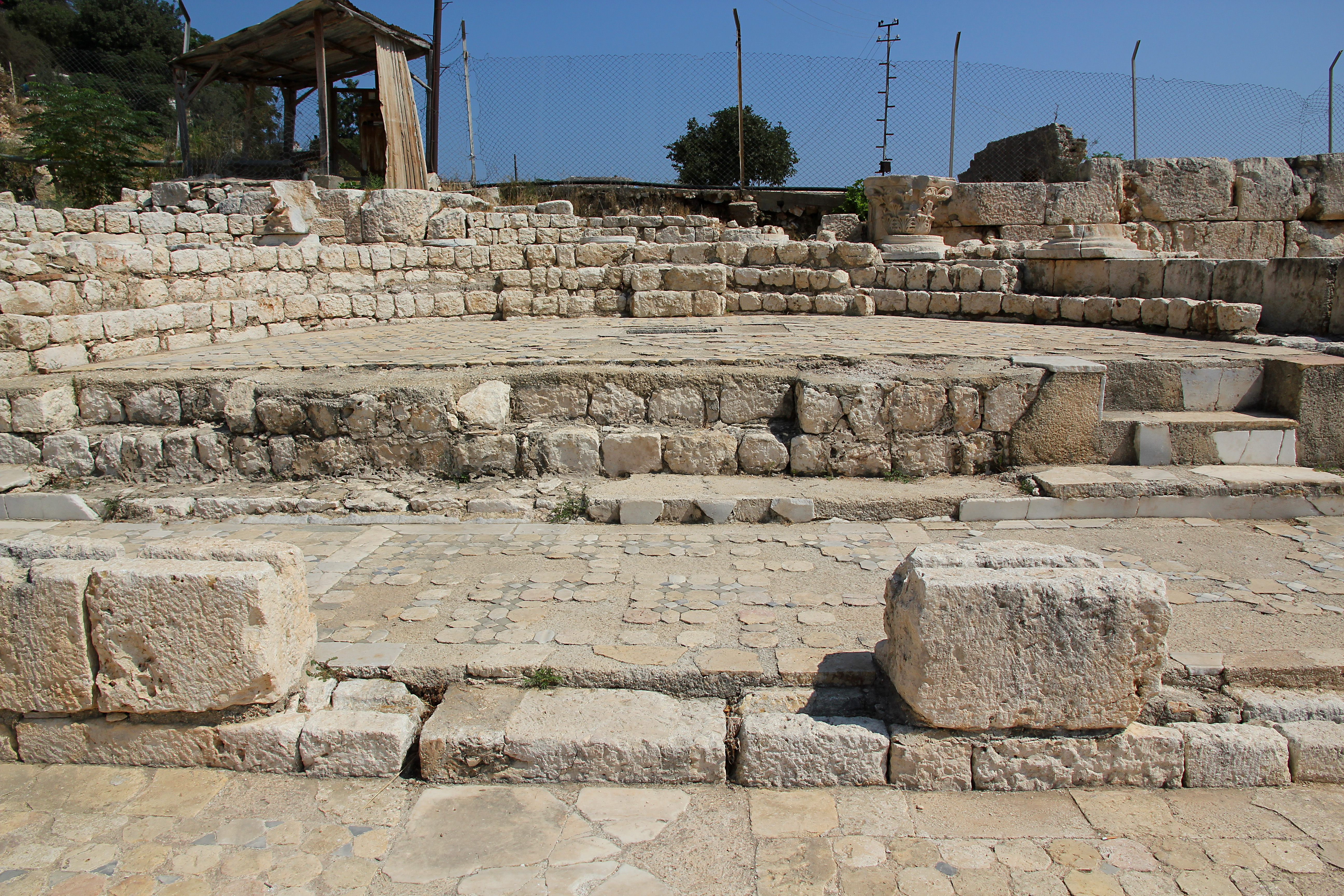
De apsis van de basiliek
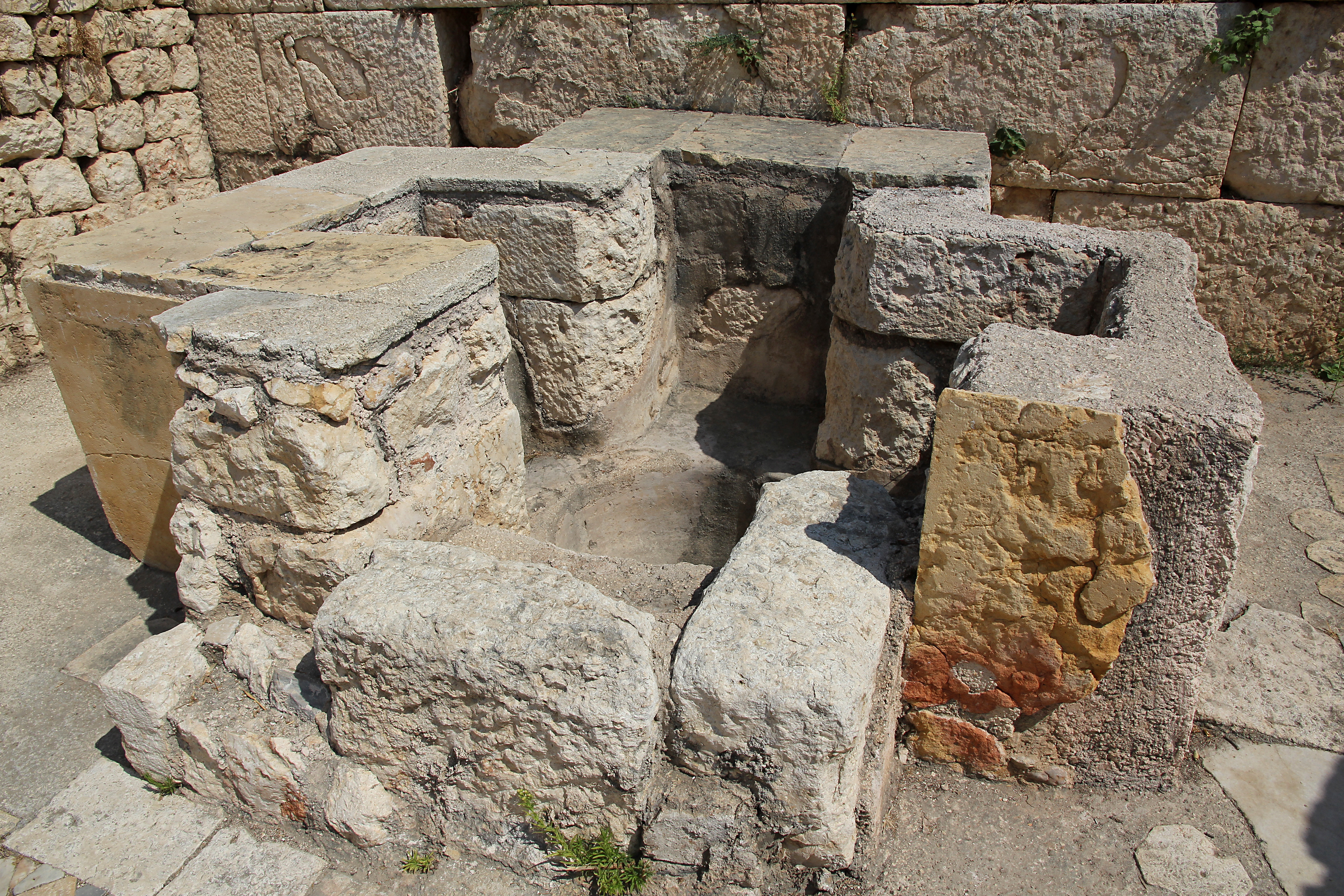
Het doopvont van de basiliek
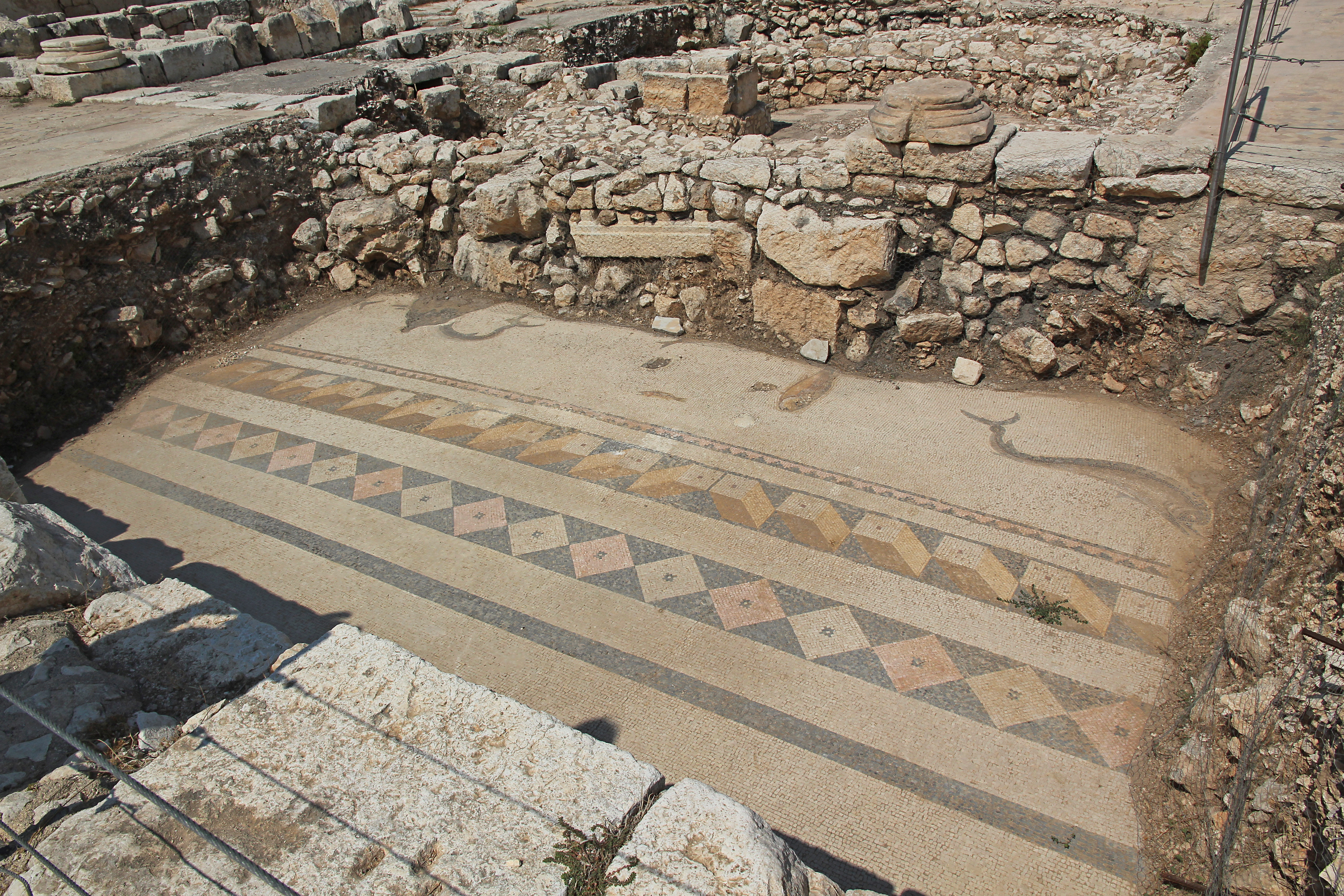
Het vloermozaïek